# دونال فوكس
دونال فوكس (بالإنجليزية: Donal Fox)‏ هو عازف بيانو وملحن أمريكي، ولد في 17 يوليو 1952 في بوسطن في الولايات المتحدة.

## وصلات خارجية
- دونال فوكس على موقع ميوزك برينز (الإنجليزية)
- دونال فوكس على موقع أول ميوزيك (الإنجليزية)
- دونال فوكس على موقع ديسكوغز (الإنجليزية)